# Пирис, Факундо
Факу́ндо Хулиа́н Пи́рис Гонса́лес (исп. Facundo Julián Píriz González; род. 27 марта 1990, Тарарирас, Колония) — уругвайский и итальянский футболист, полузащитник клуба «Депортиво Мальдонадо»

## Биография
Свою профессиональную карьеру начал в 2008 году в уругвайском клубе «Насьональ». В официальных матчах за клуб дебютировал 2 мая 2010 года, в матче чемпионата Уругвая с командой «Серитто» (3:1). 16 января 2013 года появились слухи о возможном переходе игрока в стан грозненского «Терека», который, судя по сообщению, интересовался игроком ещё с октября 2012 года. 20 января футболист заключил контракт с клубом из столицы Чечни. Соглашение рассчитано на 4,5 года, а цена трансфера — 2,8 млн евро.
28 июля 2017 года на правах аренды перешёл на правах аренды во французское «Монпелье» на один сезон с правом последующего выкупа.
Факундо в период с 2008 по 2010 год выступал за молодежную сборную Уругвая, в которой являлся капитаном. Ранее защищал цвета юношеских сборных Уругвая.

## Достижения
- Чемпион Уругвая (3): 2008/09, 2010/11, 2011/12
- Вице-чемпион Уругвая (2): 2009/10, 2021